# Wojciech Kilar – Angelus, Exodus, Victoria
Wojciech Kilar: Angelus, Exodus, Victoria – album nagrany i wydany w 2013 r. przez Dux z utworami Wojciecha Kilara inspirowanymi religią chrześcijańską, wykonanymi przez zespoły gdańskiej Akademii Muzycznej pod batutą Zygmunta Rycherta (numer katalogowy CD – DUX 0966). Nagrania dokonano w Sali Koncertowej Akademii Muzycznej
im. Stanisława Moniuszki w Gdańsku, w dniach 7-9 kwietnia 2013 roku. Płyta otrzymała Fryderyka 2014 w kategorii muzyki poważnej – Album Roku Muzyka Symfoniczna i Koncertująca.

## Wykonawcy
Płyta powstała przy współpracy szeregu muzyków, chórów i techników.

### Muzycy
- Anna Fabrello – sopran
- Orkiestra Symfoniczna Akademii Muzycznej im. Stanisława Moniuszki w Gdańsku
- Zygmunt Rychert – dyrygent
- Chór Uczelniany Akademii Muzycznej im. Stanisława Moniuszki w Gdańsku; Marcin Tomczak – przygotowanie chóru; Wiktoria Batarowska, Błażej Połom – asystenci chórmistrza
- Chór Żeński „Gaudium per Canto” Wydziału Dyrygentury Chóralnej, Edukacji Muzycznej i Rytmiki; Anna Fiebig – przygotowanie chóru
- Chór Męski Wydziału Dyrygentury Chóralnej, Edukacji Muzycznej i Rytmiki; Michał Kozorys – przygotowanie chóru

### Wykonawcy techniczni i marketingowi
- Marcin Domżał, Marcin Guz – reżyserzy nagrania
- Marcin Targoński – konsultacja
- Marcin Domżał – montaż cyfrowy, mastering
- Michał Kubicki – tłumaczenia
- Sylwia Holeksa / Biuro Promocji Artystycznej Akademii Muzycznej w Gdańsku – koordynacja, konsultacja, korekta tekstu
- Agnieszka Zakrzewska – projekt graficzny
- Zdzisław Sowiński – fotografia na okładce
- Rafał Dymerski – skład

## Lista utworów
| 1. | "Angelus"                                      | 22:47 |
|    |                                                |       |
| 2. | "Exodus"                                       | 20:55 |
|    |                                                |       |
| 3. | "Victoria" na chór mieszany i orkiestrę (1983) | 3:51  |
|    |                                                |       |
|    |                                                | 47:33 |
|    |                                                |       |